# Piteå (commune)
La commune de Piteå (en finnois Piitime) est une commune de Suède dans le comté de Norrbotten. 41 438 personnes y vivent. Son siège se situe à Piteå.

## Localités principales
- Bergsviken
- Blåsmark
- Böle
- Hemmingsmark
- Hortlax
- Jävre
- Lillpite
- Norrfjärden
- Öjebyn
- Piteå
- Roknäs
- Rosvik
- Sikfors
- Sjulsmark
- Svensbyn